# Geonoma supracostata
Geonoma supracostata är en enhjärtbladig växtart som beskrevs av Svenning. Geonoma supracostata ingår i släktet Geonoma och familjen Arecaceae. Inga underarter finns listade i Catalogue of Life.